# 金田一仁志
金田一 仁志（きんだいち ひとし、1959年 - ）は、主に北海道で活躍するローカルタレント・俳優・脚本家・演出家。
北海道紋別市出身。芸能事務所「キンダイチィーズ・パフォーミング・アーツ・グループ」（劇団「金田一探偵事務所」）主宰。さっぽろ市民ミュージカル代表・日本俳優連合・日本演劇教育連盟全国委員。

## 略歴
生後間もなくは「タカオ」という名前も候補とされていたが、助産師が皇太子ご成婚にあやかり「天皇家から一文字貰ったほうが良い」と発言したことから「仁」を用いて仁志と命名される。
赤面症をなおすべく高校で演劇部に入り脚本の面白さを知り、在学中から戯曲を執筆し学校演劇脚本集に収録され、東京での演劇活動を見据えて東京都内の劇団にも脚本を送り評価されたものの「なぜ北海道で活動しないのか」と懐疑的な反応があり、その後1978年に「劇団さっぽろ」に入団。「チポリーノの冒険」で初舞台を踏む。その後20代中盤には一時営業職に身を置くも、社長が「俳優から心を入れ替えて働く」と紹介したことに疑問を感じて3ヶ月で辞職。
1984年に独立し劇団「金田一探偵事務所」を設立。また後援会長や演劇研究所・児童部の講師として劇団さっぽろに関わり続けた。
またテレビタレントとして札幌三越のテレビショッピングキャスターを21年に渡り担当し道内での知名度を上げる、他にHBC（北海道放送）の情報番組「パック2」リポーターを皮切りに、「知っトク!サタデー（HTB）」「カラオケ放送局（TVh）」等のパーソナリティを務めた。
1990年札幌市民芸術祭奨励賞受賞、1992年にはロシアより招聘、1994年にノボシビルスク他2都市3劇場で公演を行い成功を収める。
2007年に創設したさっぽろ市民ミュージカルは2012年にロシア・サハリン2都市での公演を成功させる。
2008年北海道札幌市中央区に学校に音楽芸術の学校「パクスミュージックスクール」を開校。不登校の子供達の悩み解決に援助、高校の卒業資格取得の支援活動も行う。自身も講師として演劇の分野で支援活動をする。
また、コラムニストとしても知られ、「舞台裏から」（北海道新聞夕刊）を6年間執筆。
日本俳優連合に所属。「北海道マラソン」他、イベントの司会を多数行う。
カメラマンとしても活動しており、2016年JTBフォトコンテスト「感動の瞬間」に佳作入選
2017年、アジア最大の写真の見本市「CP+」（横浜みなとみらい）に写真集ENCOUNTERが選ばれる。
2018年、第22回総合写真展にて入選、東京都美術館にて展示。
2019年には叔父から趣味としていた腹話術の人形を譲り受けたことをきっかけとして札幌の腹話術愛好会「腹笑会」に入会して腹話術師に挑戦し、2022年から開始された「F-1腹話術師グランプリ」に初回から出場し2022年から2年連続2位・2024年に3位と連続で上位入賞を果たす。
現在、藤女子大学非常勤講師。北翔大学外部研究員。アクターズ・スタジオ、サンシャイン総合学園、CCS（知的障がい者と共に演劇をつくる会）等の講師も務める。
毎週金曜午前、STVテレビ「Sチョイス」パーソナリティを務める。

## 受賞
- 平成2年、舞台「ドリスとジョージ」で札幌市民芸術祭奨励賞を受賞。
- 平成10年、第26回札幌市民文化奨励賞を受賞[4]。
- 平成12年、東京都フェスティバル2000で全国ベスト8に入賞「左のボタンを！」
- 平成13年、主演舞台「外輪船が着く港」で北の舞台芸術祭奨励賞を受賞[4]。
- 平成22年、日本演劇教育賞ノミネート

## 主な出演
テレビ
- パック2（北海道放送、リポーター）
- 札幌三越テレビショッピング（北海道放送・札幌テレビ・北海道テレビ・北海道文化放送、1986-2008年、キャスター）
- カラオケ放送局（テレビ北海道、1990-1991年、キャスター）
- 秘密のケンミンSHOW「連続転勤ドラマ 辞令は突然に… 北海道編」（読売テレビ、2009年10月1日） - 東京一郎の上司役（専務役が伊吹吾郎）。
- 「怪傑!ドクターランド（秋元正博役）」（毎日放送）
- Sチョイス→STVショッピングどさんこ市場（札幌テレビ 2014年 - ）
- 高砂温泉CM - 旭川市にある温泉施設のローカルCM。「仙人」役

テレビドラマ
- ほっかいどうスペシャル　ドラマ「夢の大地」1985年10月31日（NHK）
- 東芝日曜劇場「トランペットの子守唄」1985年11月24日（HBC）
- 火曜サスペンス劇場（日本テレビ）
  - 「危険な乗客」（1992年2月11日）
  - 「愛の墓標」（1992年）
- 月曜ドラマスペシャル（TBS）
  - 「叫ぶ骨 ―札幌・大沼・羊蹄山殺人行―」（1997年8月18日）
  - 「平成オンナ仕置き人 女の敵は許しはしない美容師の裏の顔は復讐代行業札幌を舞台に男の裏切りを裁く!」（2000年2月21日、脚本・江頭美智留）
- いい旅いい夢いい女（NHK、1999年1月2日、脚本・市川森一）

ラジオ
- 4時間生放送!クイズワイド「知ってるが勝ち!」（HBCラジオ、1988年10月-1989年9月、パーソナリティ）
- 「カンガルーラジオ！」（ラジオカロスサッポロ）・「いけないセ・ン・セ」（さっぽろ村ラジオ

ラジオドラマ
- NHKラジオ小劇場（NHKラジオ）
  - 「水槽」(1985年6月28日）
  - 「後継者たち」（1989年12月25日）
- FMシアター（NHK-FM）
  - 「水槽」（1986年3月1日、脚本・岡本岳彦）
  - 「最後の雨」（1987年1月24日）

舞台（多数）
映画
- ほしのふるまち - （2011年、ニュースキャスター役）
- 恋人たちの午後（カドカワ）

司会
- 北海道マラソン（6年間）
- 札幌市民バンドフェスティバル（30年間）

エッセイ
- 北海道新聞夕刊「舞台裏から」（1995年〜2000年）